# 植村忠朝
植村 忠朝（うえむら ただとも）は、江戸時代前期の旗本、のちに上総勝浦藩の初代藩主。忠朝系植村家初代。
寛永7年（1630年）、植村泰朝の次男として生まれる。兄泰治が病弱で家督を継ぐことを辞退したため、世子となった。万治元年（1658年）閏12月、従五位下、土佐守に叙任する。寛文3年（1663年）、父の死去により家督を継いで9000石の旗本となった。
寛文8年（1668年）8月に書院番頭に任じられ、寛文9年（1669年）2月に大番頭に任じられる。天和2年（1682年）4月21日、2000石を加増されて1万1000石の大名、上総勝浦藩主となった。
元禄9年（1696年）11月16日に死去、享年67。跡を嫡男の正朝が継いだ。